# Tinodes sumatrensis
Tinodes sumatrensis är en nattsländeart som beskrevs av Georg Ulmer 1930. Tinodes sumatrensis ingår i släktet Tinodes och familjen tunnelnattsländor. Inga underarter finns listade i Catalogue of Life.